# Didrik Bildt (1879–1933)
Didrik Carl Bildt, född 8 februari 1879 (Washington D.C.), död 17 maj 1933. Son till Carl Bildt (1850–1931) och Lilian Bildt, bror till Harald Bildt, sponsor till flera arkeologiska expeditioner. Han var löjtnant vid Svea Livgarde men lämnade det 1907. Han genomförde ett stort antal resor, bland annat deltog han i Svenska expeditionen 1904-1905.  Under senare delen av sitt liv reste han runt i Europa. Fadern Carl oroade sig för hans levnadssätt och psykiska hälsa. Delar av förmögenheten gick till välgörande ändamål, bland annat till flera italienska organisationer. Didrik Bildt tog sitt eget liv på ett hotellrum på Rivieran 1933.  Innan dess hade han deponerat delar av sina samlingar på Nationalmuseum. Även på Etnografiska museet i Stockholm finns samlingar som härrör från Didrik Bildts resor.